# Куджук аль-Ашраф
Аль-Ашраф Ала ад-Дін Куджук (араб. ‏الملك الأشرف علاء الدين كجك; 1334–1345) — мамелюкський султан Єгипту з династії Бахрітів.

## Життєпис
Був другим сином султана Мухаммада I ан-Насіра й монголки Урду. Після повалення й вигнання його старшого брата Абу Бакра еміри вирішили возвести на престол семирічного Куджука.
Фактичним правителем країни став Каузун, впливовий емір і наїб аль-салтана (на кшталт віцесултана). Невдовзі багатьох емірів та інших чиновників, хто виявляв лояльність до султана Абу Бакра, було усунуто від їхніх посад і замінено на мамелюків, які отримали свої статки завдяки Каузуну. Останній остерігався еміра Ахмада, брата юного султана, який жив у Кераку. Він намагався умовити Ахмада приїхати до Каїра, щоб потім ув'язнити його. Ахмад, який вважав Каузуна узурпатором, заявив, що повернеться до Єгипту, коли провідні еміри складуть йому присягу, а також коли Каузун звільнить його братів. Зрештою, Ахмад відмовився приїхати до Каїра.
Каузун вимагав від мамелюків султана, щоб вони підпорядковувались йому так само, як і султану. В результаті стосунки між мамелюками й Каузуном почали погіршуватись, поки воїни не повстали й публічно не заявили, що вони підпорядковуються лише султану, а не віце-султану. Каузун довідався, що мамелюки планують його вбити, і звернувся до емірів по допомогу. В результаті заколоту й короткого жорстокого бою мамелюки султана зазнали поразки. Тих, хто залишився живим, Каузун жорстоко покарав.
Тим часом почали надходити тривожні звістки з Дамаска й Алеппо. Ахмад залишив Керак і заявив про свій намір вирушити до Єгипту й коронуватись там. Проти волі емірів Каузун відрядив війська до Керака, щоб заарештувати Ахмада. Але замість арешту військо також перейшло на бік Ахмада. Також на бік Ахмада стали й деякі еміри в Каїрі, після чого почались захоплення власності Каузуна й вуличні сутички. Були звільнені мамелюки та еміри, яких ув'язнив Каузун, а юного Куджука офіційно усунули від престолу за п'ять місяців від моменту сходження на трон.
Куджук помер за три роки. Його рештки були поховані у грудні 1347 року у мечеті еміра Аксункура ан-Насірі, що у Каїрі.